# Волик Федір Парамонович
Волик Федір Парамонович (нар. 1 березня (17 лютого) 1877, с. Гринців Ріг, Валківський повіт, Харківська губернія, Російська імперія (нині — Валківський район, Харківська область, Україна)) — пом. 23 жовтня 1946, Київ, Українська РСР, СРСР) — український театральний діяч (антрепренер, меценат, актор-аматор), землевласник.
Був меценатом українського театру, вклав багато енергії і коштів у справу українського мистецтва. У його антрепризі виступали Марія Заньковецька, Марко Кропивницький та інші видатні українські актори.

## Походження
Мав вищу освіту. Походив з багатої родини, був землевласником — володів численними десятинами землі біля Баранового, Миколо-Комишуватої, Сидоренкового, кількома економіями на Валківщині. Зберігся будинок Федора Волика у Мізяках, побудований на початку ХХ ст., біля якого росте 200-річний дуб, пам'ятник природи, а також невеликий ставок, який належав Федору Парамоновичу.

## Театральна трупа Федора Волика
Господарством Федір Волика практично не займався. Захопившись театром, він організував на власні кошти театральну трупу (1903–1904), з якою виступав у Харкові, Полтаві, Одесі, Ромнах, Миргороді, Лохвиці, Золотоноші, Черкасах, Лубнах, а також в Росії (Петербург, Самара, Ростов).
Навесні 1903 року до складу трупи Федора Волика увійшла також трупа Онисима Суслова.
У складі трупи Волика виступали М. Заньковецька, Г. Затиркевич-Карпинська, М. Кропивницький, Ф. Левицький, І. Мар'яненко, М. Борченко та ін.
Федір Волик — автор спогадів про діяльність своєї трупи та про Марію Заньковецьку.

## Дружба з Марією Заньковецькою
Марія Заньковецька вважала Волика своїм близьким другом і любила як племінника — він одружився з її племінницею Наталією, донькою брата Олександра Адасовського.
З родиною Воликів Марія Заньковецька жила до кінця свого життя в Києві в будинку по вул. Великій Васильківській, 121. Нині в цьому будинку, який належав Ф. П. Волику, розташовано Меморіальний музей М. Заньковецької.

## Родина
Дружина — Волик (Адасовська) Наталія Олександрівна (1885–1948).
Доньки:
Дядюша Галина Федорівна (1906–1980), науковиця (доктор біологічних наук);
Толочко Ірина Федорівна (1905–1989), перекладачка.
Марія Заньковецька, яку вони називали бабунею, дуже любила своїх внучатих племінниць — опубліковано чимало її листів до них.